# Mianchi
Mianchi   (en chino, 渑池; pinyin, Miǎnchí) es un condado  bajo la administración directa de la Prefectura Sanmenxia en la Provincia de Henan, República Popular China.  Su área es de 1358 km² y su población total para 2020 superó los 300 mil habitantes. 

## Administración
A junio de 2025, el Condado Mianchi  se divide en 12 pueblos  administrados en 6 poblados y 6 villas.

## Toponimia
El topónimo Mianchi significa "Estanque Mian".
Según los Comentario sobre los Clásicos del Agua (水经注) dice; Al norte del río Luo, al borde de la montaña Xiong'er, hay un estanque llamado Mian. "Mian" se refiere a una rana de vientre grande, y como este animal habitaba en el lago, el lugar recibió su nombre'.
Durante la dinastía Tang, el condado fue renombrado como Tianchi (天池 estanque Celestial), pero en la dinastía Yuan se restauró su nombre original.